# Zoo-Verein Münster
Der Zoo-Verein Münster, auch Westfälischer Zoologischer Garten e.V., ist ein gemeinnütziger Förderverein und Hauptgesellschafter des Allwetterzoos Münster. Der Verein wurde am 25. Juli 1871 als „Westfälische Verein für Vogelschutz, Geflügel- und Singvögelzucht“ in Münster gegründet. Heute zählt er mit mehr als 17.000 Mitgliedern zu den größten Vereinen der Region.
Bekannt ist der Zoo-Verein Münster für seine Großspenden: Den Bau der tropischen Meranti-Halle im Allwetterzoo Münster förderte der Verein mit einer Spende in Höhe von einer Million Euro. 2017 spendete der Verein 300.000 Euro für den Bau einer neuen Anlage für Nordpersische Leoparden. 250.000 Euro wurden für den Bau einer neuen Elefantenanlage gespendet.

## Geschichte
Am 25. Juli 1871 gründete der Zoologe Hermann Landois den Verein, zunächst unter dem Namen „Westfälischer Verein für Vogelschutz, Geflügel- und Singvögelzucht“, seit 1921 „Westfälischer Zoologischer Garten e.V.“ Im Juni 1875 eröffnete er auf Grundlage der Vereinsgründung den ersten Tierpark der Stadt. In den ersten Jahren lag der Fokus auf der Haltung von Bären, Hirschen, Wölfen und Adlern. 1896 zogen die ersten Löwen in den alten Zoo in Münster, 1899 Elefanten.
Nach dem Umzug an die Sentruper Höhe eröffnete am 2. Mai 1974 der Allwetterzoo seine Tore. 1969 gründeten Verein und Stadt eine Aktiengesellschaft, um Gelder für den Bau und Betrieb des Tierparks zu erlangen. 1985 erfolgte die bis heute gültige Formierung als GmbH.

## Fördermaßnahmen
In den vergangenen Jahren hat der Verein mehrere Großprojekte des Zoos finanziell unterstützt.
| Spendenzweck              | Summe     | Datum |
| ------------------------- | --------- | ----- |
| Bau der Merantihalle      | 1.000.000 | 2023  |
| Bau einer Leopardenanlage | 300.000   | 2017  |
| Bau des Elefantenparks    | 250.000   |       |